# Wembley Stallions 2022
Questa voce raccoglie le informazioni riguardanti gli Wembley Stallions nelle competizioni ufficiali della stagione 2022.

## Maschile

### BAFA NL Division One 2022

#### Stagione regolare
| 10 aprile 2022, ore 14:00 1ª giornata | Sussex Thunder | 0 – 30 | Wembley Stallions |  |

| 17 aprile 2022, ore 14:00 2ª giornata | Wembley Stallions | 20 – 0 | London Blitz B |  |

| 1º maggio 2022, ore 15:00 4ª giornata | Wembley Stallions | 20 – 0 | Essex Spartans |  |

| 15 maggio 2022, ore 14:00 5ª giornata | Cambridgeshire Cats | 18 – 14 | Wembley Stallions |  |

| 22 maggio 2022, ore 14:00 6ª giornata | Essex Spartans | 30 – 14 | Wembley Stallions |  |

| 5 giugno 2022, ore 15:00 8ª giornata | Wembley Stallions | 11 – 6 | London Hornets |  |

| 19 giugno 2022, ore 12:00 9ª giornata | London Blitz B | 13 – 6 | Wembley Stallions |  |

| 26 giugno 2022, ore 15:00 10ª giornata | Wembley Stallions | 27 – 0 | Sussex Thunder |  |

| 24 luglio 2022, ore 14:00 13ª giornata | Wembley Stallions | 21 – 15 | Cambridgeshire Cats |  |

| 31 luglio 2022, ore 14:00 14ª giornata | London Hornets | 15 – 26 | Wembley Stallions |  |

#### Playoff
| 14 agosto 2022, ore 14:00 Quarti di finale | Cambridgeshire Cats | 35 – 14 | Wembley Stallions |  |

### Statistiche di squadra
| Competizione      | %Vittorie | In casa | In casa | In casa | In casa | In casa | In casa | In trasferta | In trasferta | In trasferta | In trasferta | In trasferta | In trasferta | Totale | Totale | Totale | Totale | Totale | Totale |
| Competizione      | %Vittorie | G       | V       | N       | P       | Pf      | Ps      | G            | V            | N            | P            | Pf           | Ps           | G      | V      | N      | P      | Pf     | Ps     |
| ----------------- | --------- | ------- | ------- | ------- | ------- | ------- | ------- | ------------ | ------------ | ------------ | ------------ | ------------ | ------------ | ------ | ------ | ------ | ------ | ------ | ------ |
| Stagione regolare | .700      | 4       | 2       | 0       | 2       | 71      | 104     | 4            | 0            | 0            | 4            | 6            | 31           | 10     | 7      | 0      | 3      | 189    | 97     |
| Stagione regolare | .000      | 0       | 0       | 0       | 0       | 0       | 0       | 1            | 0            | 0            | 1            | 14           | 35           | 1      | 0      | 0      | 1      | 14     | 35     |
| Totale            | .636      | 4       | 2       | 0       | 2       | 71      | 104     | 4            | 0            | 0            | 4            | 6            | 31           | 11     | 7      | 0      | 4      | 203    | 132    |

## Femminile

### NWFL Premiership 2022

#### Stagione regolare
| Birmingham 21 maggio 2022, ore 12:00 | Birmingham Lions | 1 – 0 (a tavolino) | Wembley Stallions | Avery Fields |

| Birmingham 21 maggio 2022, ore 14:30 | London Warriors | 1 – 0 (a tavolino) | Wembley Stallions | Avery Fields |

| Watford 11 giugno 2022, ore 13:00 | Wembley Stallions | 14 – 26 | Kent Exiles | Sun Postal Sports and Social Club |

| Watford 11 giugno 2022, ore 14:30 | Birmingham Lions | 1 – 0 (a tavolino) | Wembley Stallions | Sun Postal Sports and Social Club |

| Wembley 25 giugno 2022, ore 12:00 | Wembley Stallions | 7 – 64 | London Warriors | London Post Office Sports & Socal Association |

| Wembley 25 giugno 2022, ore 14:30 | Wembley Stallions | 27 – 8 | Hertfordshire Cheetahs | London Post Office Sports & Socal Association |

| Chislehurst 16 luglio 2022, ore 12:00 | Wembley Stallions | 23 – 6 | Hertfordshire Cheetahs | The Beaverwood Club |

| Chislehurst 16 luglio 2022, ore 14:30 | Kent Exiles | 28 – 6 | Wembley Stallions | The Beaverwood Club |

### Statistiche di squadra
| Competizione      | %Vittorie | In casa | In casa | In casa | In casa | In casa | In casa | In trasferta | In trasferta | In trasferta | In trasferta | In trasferta | In trasferta | Totale | Totale | Totale | Totale | Totale | Totale |
| Competizione      | %Vittorie | G       | V       | N       | P       | Pf      | Ps      | G            | V            | N            | P            | Pf           | Ps           | G      | V      | N      | P      | Pf     | Ps     |
| ----------------- | --------- | ------- | ------- | ------- | ------- | ------- | ------- | ------------ | ------------ | ------------ | ------------ | ------------ | ------------ | ------ | ------ | ------ | ------ | ------ | ------ |
| Stagione regolare | .250      | 4       | 2       | 0       | 2       | 71      | 104     | 4            | 0            | 0            | 4            | 6            | 31           | 8      | 2      | 0      | 6      | 77     | 135    |
| Totale            | .125      | 4       | 2       | 0       | 2       | 71      | 104     | 4            | 0            | 0            | 4            | 6            | 31           | 8      | 2      | 0      | 6      | 77     | 135    |